# Прапор Лутугинського району
Пра́пор Луту́гинського райо́ну — офіційний символ Лутугинського району Луганської області, затверджений 20 листопада 2009 року рішенням № 32/20 сесії Лутугинської районної ради.

## Опис
Прапор являє собою прямокутне темно-сине полотнище розміром 1x2.5 м, в центрі якого в блакитному колі з золотистою облямівкою розміщено герб району. По колу симетрично розташовано 16 п'ятипроменевих зірок золотистого кольору. По периметру прапор обрамлений золотистою шовковою облямівкою з двома китицями.

## Символіка
- Кількість зірок на прапорі символізує кількість місцевих рад на території району.